# Madagaskarsøjle
Madagaskarsøjle (Pachypodium lamerei) er en plante, som også går under navnene madagaskarkaktus og  madagaskarpalme. Planten har store torne og dens blade er normalt kun på toppen af planten.
Pachypodium lamerei er en rodsukkulent.